# インヴァークライド

インヴァークライド

インヴァークライド（英語：Inverclyde, スコットランド・ゲール語：Inbhir Chluaidh）は、スコットランドの行政区画の一つ。レンフルーシャー、ノース・エアシャーに接し、一部がクライド湾に囲まれている。総面積160平方キロメートル。人口78,340人（2022年推計）。インヴァークライドという名は、かつてこの地域にあった同名の男爵領にちなむ。行政議会所在地はグリーノック。